# Gámer
Pour plus de détails, voir Fiche technique et Distribution.
Gámer (Гамер) est un film ukrainien réalisé par Oleh Sentsov, sorti en 2011.

## Synopsis
Lyosha abandonne ses études pour devenir joueur professionnel.

## Fiche technique
- Titre : Gámer
- Réalisation : Oleh Sentsov
- Scénario : Oleh Sentsov
- Photographie : Yegor Petrik et Gennadiy Veselkov
- Montage : Dmitriy Kundryutskiy
- Production : Oleh Sentsov, Olga Zhurzhenko
- Société de production : Cry Cinema
- Pays de production :  Ukraine
- Langue originale : russe
- Genre : Drame
- Durée : 92 minutes
- Dates de sortie : 
  - Ukraine : 18 juillet 2011

## Distribution
- Vladislav Zhuk :  Lyosha
- Alexander Fedotov : Bura
- Zhanna Biryuk : la mère

## Distinctions
Gámer a été présenté au Festival international du film de São Paulo et au Festival international du film d'Odessa où il a obtenu le prix FIPRESCI du meilleur film ukrainien et une mention spéciale du jury dans la compétition nationale.